# Brian Brobbey
Brian Brobbey, né le 1er février 2002 à Amsterdam aux Pays-Bas, est un footballeur international néerlandais qui évolue au poste d'avant-centre à l'Ajax Amsterdam.

## Biographie

### En club
Né à Amsterdam aux Pays-Bas, Brian Brobbey est un pur produit du prestigieux centre de formation de l'Ajax Amsterdam. Il devient très vite l'un des éléments les plus prometteurs du centre. Il se fait notamment remarquer avec les U17, avec cette équipe il inscrit 26 buts et délivre 6 passes décisives en seulement 24 matchs, puis avec les U19 où il inscrit 34 buts en 36 matchs.
Brobbey joue son premier match avec l'équipe première de l'Ajax Amsterdam le 31 octobre 2020, lors d'une rencontre d'Eredivisie face au Fortuna Sittard. Il se distingue ce jour-là en inscrivant également son premier but, participant à la victoire des siens sur le score de cinq buts à deux. Le 9 décembre 2020 il fait sa première apparition en Ligue des champions en étant titularisé à la pointe de l'attaque de l'Ajax face à l'Atalanta Bergame. Il est remplacé par Quincy Promes et son équipe s'incline par un but à zéro.
Le 3 février 2021, Marc Overmars, le directeur sportif de l'Ajax, annonce que Brobbey ne prolongera pas son contrat et partira à l'été 2021. Le 18 février suivant il inscrit son premier but en coupe d'Europe lors d'une rencontre de Ligue Europa face au LOSC Lille. Entré en jeu à la place de David Neres ce jour-là, il inscrit le but de la victoire sur une passe décisive de Davy Klaassen (1-2 score final).
Le 12 mars 2021, le RB Leipzig annonce la signature de Brobbey pour l'été 2021. Le joueur, libre, s'engage pour un contrat courant jusqu'en juin 2025,.
Brobbey fait son retour à l'Ajax Amsterdam en janvier 2022 sous forme de prêt et pour six mois. Il a notamment pour tâche de remplacer Sébastien Haller, parti disputer la CAN.
Le 22 juillet 2022, Brobbey quitte définitivement Leipzig pour signer un contrat courant jusqu'en juin 2027 avec l'Ajax Amsterdam, où il choisit de porter le numéro 9,.

### En sélection

#### En jeunes
Avec les moins de 17 ans, il participe au championnat d'Europe des moins de 17 ans 2018 qui se déroule en Angleterre. Il est titulaire lors de cette compétition, et inscrit trois buts : un doublé contre la Serbie lors du premier tour, puis un but lors de la finale contre l'Italie, remportée par son équipe aux tirs au but après que les deux formations se sont neutralisées (2-2).
Brobbey est à nouveau sélectionné avec les moins de 17 ans pour participer au championnat d'Europe de la catégorie en 2019, qui a lieu en Irlande. Également titulaire lors de cette compétition, il inscrit à nouveau trois buts : un but contre la Suède, puis un doublé contre l'Angleterre. Brobbey remporte à nouveau le trophée avec sa sélection, en battant encore l'Italie en finale (victoire 4-2).
Le 3 juin 2022, Brobbey réalise son premier doublé avec les espoirs contre la Moldavie. Il permet à son équipe de s'imposer par trois buts à zéro.

#### Avec les A
En septembre 2022, Brian Brobbey est convoqué pour la première fois avec l'équipe nationale des Pays-Bas par le sélectionneur Louis van Gaal mais il ne joue aucun match.
C'est finalement le sélectionneur Ronald Koeman, qui a pris la succession de van Gaal, qui donne sa chance à Brobbey en équipe nationale. L'attaquant de l'Ajax honore sa première sélection avec les Pays-Bas le 16 octobre 2023, en entrant en jeu à la place de Wout Weghorst, face à la Grèce,. Son équipe s'impose par un but à zéro ce jour-là.
Le 29 mai 2024, Brobbey figure dans la liste des 26 joueurs néerlandais retenus par Ronald Koeman pour participer à l'Euro 2024.
Brobbey inscrit son premier but pour les Pays-Bas le 19 novembre 2024, à l'occasion d'une rencontre de Ligue des nations face à la Bosnie-Herzégovine. Titularisé ce jour-là, il ouvre le score de la tête sur un service de Noa Lang mais les deux équipes se neutralisent (1-1 score final),.

## Statistiques
| Saison                | Club                  | Championnat           | Championnat | Championnat | Championnat | Coupe(s) nationale(s) | Coupe(s) nationale(s) | Coupe(s) nationale(s) | Supercoupe | Supercoupe | Supercoupe | Compétition(s) continentale(s) | Compétition(s) continentale(s) | Compétition(s) continentale(s) | Compétition(s) continentale(s) | Total | Total | Total |
| Saison                | Club                  | Division              | M.          | B.          | P.d.        | M.                    | B.                    | P.d.                  | M.         | B.         | P.d.       | Comp.                          | M.                             | B.                             | P.d.                           | M.    | B.    | P.d.  |
| 2018-2019             | Jong Ajax             | Eerste Divisie        | 2           | 0           | 0           | -                     | -                     | -                     | -          | -          | -          | -                              | -                              | -                              | -                              | 2     | 0     | 0     |
| 2019-2020             | Jong Ajax             | Eerste Divisie        | 13          | 7           | 1           | -                     | -                     | -                     | -          | -          | -          | -                              | -                              | -                              | -                              | 13    | 7     | 1     |
| 2020-2021             | Jong Ajax             | Eerste Divisie        | 17          | 9           | 4           | -                     | -                     | -                     | -          | -          | -          | -                              | -                              | -                              | -                              | 17    | 9     | 4     |
| Sous-total            | Sous-total            | Sous-total            | 32          | 16          | 5           | -                     | -                     | -                     | -          | -          | -          | -                              | -                              | -                              | -                              | 32    | 16    | 5     |
| 2020-2021             | Ajax Amsterdam        | Eredivisie            | 12          | 3           | 1           | -                     | -                     | -                     | -          | -          | -          | C1+C3                          | 1+6                            | 0+3                            | 0+1                            | 19    | 6     | 2     |
| 2021-2022             | RB Leipzig            | Bundesliga            | 19          | 6           | 5           | 1                     | 0                     | 0                     | -          | -          | -          | C1+C3                          | 4+2                            | 0+2                            | 0+1                            | 26    | 8     | 6     |
| 2021-2022             | Ajax Amsterdam (prêt) | Eredivisie            | 11          | 7           | 1           | 1                     | 0                     | 0                     | -          | -          | -          | C1                             | 1                              | 0                              | 0                              | 13    | 7     | 1     |
| 2022-2023             | Ajax Amsterdam        | Eredivisie            | 32          | 13          | 4           | 4                     | 1                     | 1                     | 1          | 0          | 0          | C1+C3                          | 5+2                            | 0+0                            | 0+0                            | 44    | 14    | 5     |
| 2023-2024             | Ajax Amsterdam        | Eredivisie            | 30          | 18          | 8           | 1                     | 1                     | 0                     | -          | -          | -          | C3+C4                          | 8+4                            | 3+0                            | 0+1                            | 43    | 22    | 9     |
| 2024-2025             | Ajax Amsterdam        | Eredivisie            | 27          | 4           | 3           | 2                     | 0                     | 0                     | -          | -          | -          | C3                             | 12                             | 3                              | 4                              | 41    | 7     | 7     |
| Sous-total            | Sous-total            | Sous-total            | 100         | 42          | 16          | 8                     | 2                     | 1                     | 1          | 0          | 0          | -                              | 32                             | 6                              | 5                              | 141   | 50    | 22    |
| Total sur la carrière | Total sur la carrière | Total sur la carrière | 148         | 59          | 22          | 10                    | 3                     | 1                     | 1          | 0          | 0          | -                              | 43                             | 8                              | 7                              | 202   | 70    | 30    |

### En sélection nationale
| Saison                | Sélection             | Phases finales        | Phases finales | Phases finales | Phases finales | Éliminatoires | Éliminatoires | Éliminatoires | Ligue des nations | Ligue des nations | Ligue des nations | Matchs amicaux | Matchs amicaux | Matchs amicaux | Total | Total | Total |
| Saison                | Sélection             | Compétition           | M              | B              | Pd             | M             | B             | Pd            | M                 | B                 | Pd                | M              | B              | Pd             | M     | B     | Pd    |
| --------------------- | --------------------- | --------------------- | -------------- | -------------- | -------------- | ------------- | ------------- | ------------- | ----------------- | ----------------- | ----------------- | -------------- | -------------- | -------------- | ----- | ----- | ----- |
| 2023-2024             | Pays-Bas              | Euro 2024             | 1              | 0              | 0              | 1             | 0             | 0             | -                 | -                 | -                 | 1              | 0              | 0              | 3     | 0     | 0     |
| 2024-2025             | Pays-Bas              | -                     | -              | -              | -              | -             | -             | -             | 4                 | 1                 | 0                 | -              | -              | -              | 4     | 1     | 0     |
| Total sur la carrière | Total sur la carrière | Total sur la carrière | 1              | 0              | 0              | 1             | 0             | 0             | 4                 | 1                 | 0                 | 1              | 0              | 0              | 7     | 1     | 0     |

## Palmarès

### En club
Ajax Amsterdam
- Champion des Pays-Bas
  - 2021 et 2022.

### En sélection
Pays-Bas -17 ans
- Vainqueur du championnat d'Europe des moins de 17 ans en 2018 et 2019.